# Санта-Сузанна
Санта-Сузанна — муніципалітет в Каталонії, в Іспанії, у комарці Маресме. Він розташований на узбережжі між Мальграт-де-Мар і Пінеда-де-Мар. Через місто проходить головна дорога N-II.